# Wilhelm von Anns

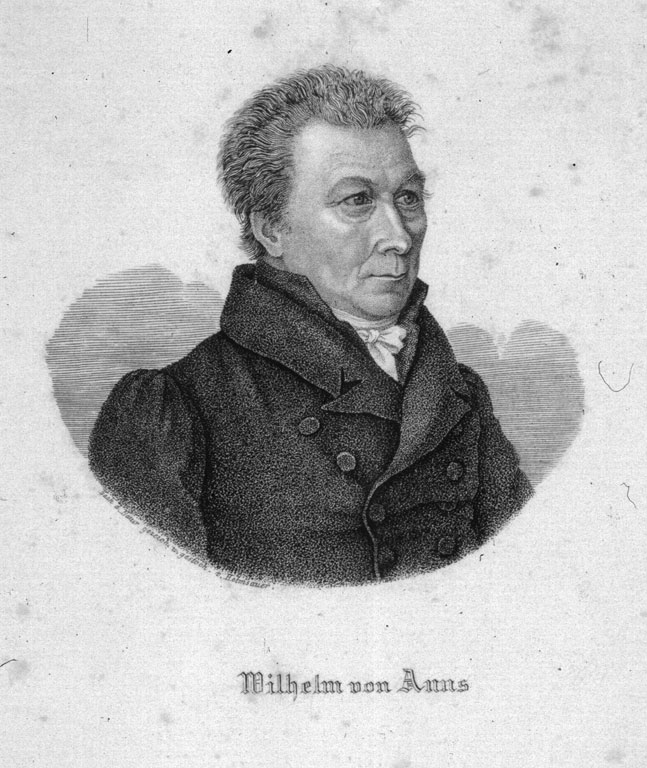
Johann Wilhelm von Anns

Johann Wilhelm Anns, ab 1824 von Anns, (* 16. April 1766 in Neuenstein, Württemberg; † 28. März 1842 in Regensburg) war ein deutscher Kaufmann und Politiker.

## Leben
Anns kam 1793 nach Regensburg, wo er sich als Großhändler niederließ. 1818 wurde er zum 2. Bürgermeister der Stadt gewählt und war 1819 Gründungsmitglied der Kammer der Abgeordneten, der er bis zu seinem Tod angehörte. Er gilt als der geistige Vater der Gründung der Sparkasse Regensburg im Jahr 1823.
Anns wurde am 9. März 1824 zusammen mit seinem Bruder Georg Ludwig in den bayerischen Briefadel aufgenommen. Im selben Jahr erhielt er die Goldene Zivilverdienstmedaille des Verdienstordens der Bayerischen Krone.